# 奥西
奥西（義大利語：Ossi），是意大利萨萨里省的一个市镇。总面积30.11平方公里，人口5907人，人口密度196.2人/平方公里（2009年）。ISTAT代码为090051。